# Клешнин, Андрей Петрович
Андрей (Лупп) Петрович Клешнин (ум. 1599) — окольничий, дядька царя Фёдора Ивановича.
В 1591 году участвовал в войне с крымцами.
Был близок к Борису Годунову. Многие сказания ему приписывают мысль убить царевича Дмитрия, в расследовании смерти которого в Угличе он участвовал вместе с Василием Шуйским и другими. В качестве награды за участие в следственном деле получил в дар от царя Бориса Годунова село Печерники.
Умер в 1599 году схимником, приняв имя Левкея.
В фильме «Царь Фёдор Иоаннович» (1981) роль Клешнина исполнил Виктор Хохряков.